# Sara Recabarren

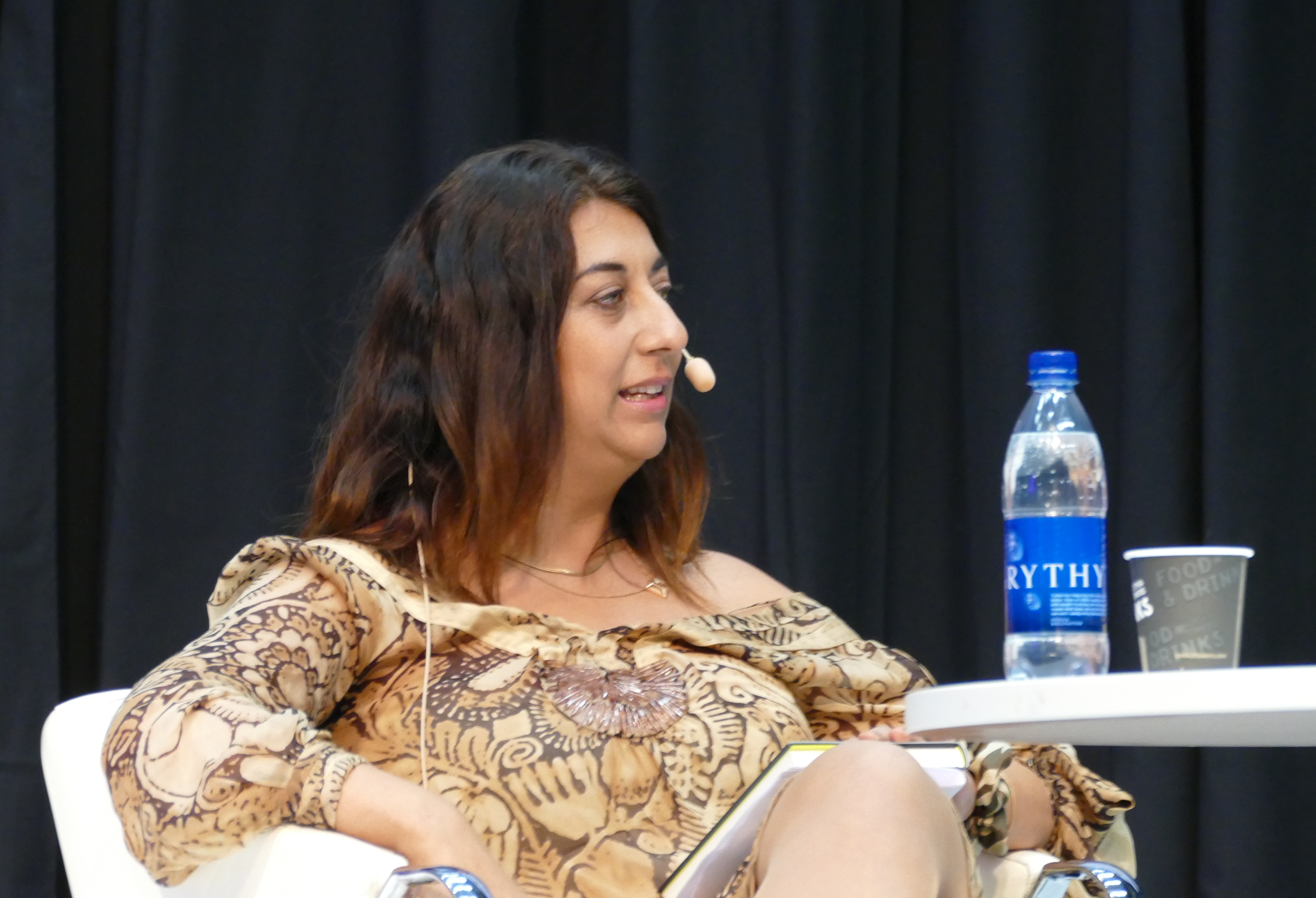
Sara Recabarren

Sara Recabarren, född april 1977, är en svensk journalist. Sedan 2019 är hon redaktör på TV4:s Kalla Fakta. Dessförinnan var hon reporter på Kalla fakta. Sara har varit engagerad i Föreningen grävande journalister.  Fram till 2020 var hon vice ordförande i föreningen. Sara Recabarren har fått flera priser för sin journalistik. Bland annat vann hon Kristallen i kategorin "årets granskning" för reportaget "Slav i Sverige".  Reportaget handlade om det hänsynslösa exploatering av de mest utsatta EU-migranterna. Hon tilldelades ett pris på New York Festivals 2016 för reportaget  Mitt barn är en IS-soldat (My child is an ISIS soldier) I reportaget berättade en svensk anhörig öppet om hur hennes systerdotter rekryterades till IS i Syrien och Irak. 2012 avslöjade Sara Recabarren att djurhållningen på Parken Zoo i Eskilstuna var under all kritik. Döda utrotningshotade djur som sades ha fått nya hem förvarades i själva verket huller om buller med rovdjurens foder.  2016 gjorde hon ett avslöjande reportage om Falcon Funds-härvan  som kallats Sveriges största ekobrottshärva. Avslöjandet ledde till att Pensionsmyndigheten kastade ut skandalfonderna ur sin plattform. I september 2019 gav Sara Recabarren ut boken Insidan: SD-kvinnorna och partiet. I boken har hon intervjuat fyra kvinnliga politiker från Sverigedemokraterna.Samma år reste hon till Arktis för att göra reportaget Resan till världens ände som handlar om exploateringen av  Arktis och Sveriges roll. Arktis är den plats på jorden där klimatförändringarna sker snabbast. Trots det har en fossilgas anläggning byggts på Jamalhalvön med stöd av Sverige. Reportaget handlar om konsekvenserna av Sveriges roll i projektet.